# Edge Studio
Pour les articles homonymes, voir Ubik (homonymie).
Edge Studio, aussi connu  historiquement sous le nom de Edge Entertainment, est un éditeur de jeux de société et de jeux de rôle basé à Séville et à Toulouse.

## Historique
L'entreprise Edge Entertainment est créée à Séville en 1999. L'entreprise UbIK est créée à Toulouse en 2003.
En septembre 2008, les deux éditeurs fusionnent. Depuis lors les deux éditeurs utilisent le même nom — Edge Entertainment — qui désormais est officiellement la marque commerciale espagnole et française à la fois.
Fin 2016-début 2017, Edge Entertainment est acheté par Asmodee Éditions, récupère les activités liées au jeu de rôle de Fantasy Flight Game — une autre division d'Asmodee Éditions depuis 2014 — et est renommé Edge Studio.

## Quelques jeux édités en français

### Par UbIK, avant la fusion avec Edge Entertainment
- Illuminati, première édition de 1982 par Steve Jackson Games, Steve Jackson
- HeroQuest, 2003, Greg Stafford et Robin D. Laws
- Le Trône de fer, 2003, Christian T. Petersen
- Dungeoneer, 2003, Thomas Denmark
- Munchkin, 2004, Steve Jackson
- Schotten-Totten, 2004, Reiner Knizia
- Sprinter, 2004 (réédition de L'Échappée), Pierre Jacquot
- Wings of War, 2004, Andrea Angiolino et Pier Giorgio Paglia
- La Traversée du désert (Durch die Wüste), 2005, Reiner Knizia
- Ave Caesar, 2006 (réédition), Wolfgang Riedesser
- Conan, le jeu de rôle ; édition atlante, 2007[5], Ian Sturrock

### Par Edge Entertainment France
- Thunderstone (jeu), 2009, Mike Elliott
- Res Publica Romana, 2011 (réédition), Richard Berthold, Robert Haines et Don Greenwood
- Les Demeures de l’Épouvante, 2011, Corey Konieczka
- Gears of War: Le Jeu de Plateau, 2011, Corey Konieczka
- Star Wars: X-Wing Miniatures Game paru en octobre 2012, Jason Little
- Android : Netrunner, février 2013, Richard Garfield, Lukas Litzsinger

### Par Edge Studio
Après le rachat par Asmodee, Edge Studio reprend une partie des licences de Fantasy Flight Game dont Star Wars.

#### Star Wars
Jeu officiel Star Wars décliné en trois jeux :
- Star Wars, Aux Confins de l'Empire (2012)
- Star Wars, L'Ère de la Rébellion (2014)
- Star Wars, Force & Destiné (2015)

#### L'Anneau unique
Edge Studio publie la gamme de la version française de la deuxième édition.